# Alfords Point, New South Wales

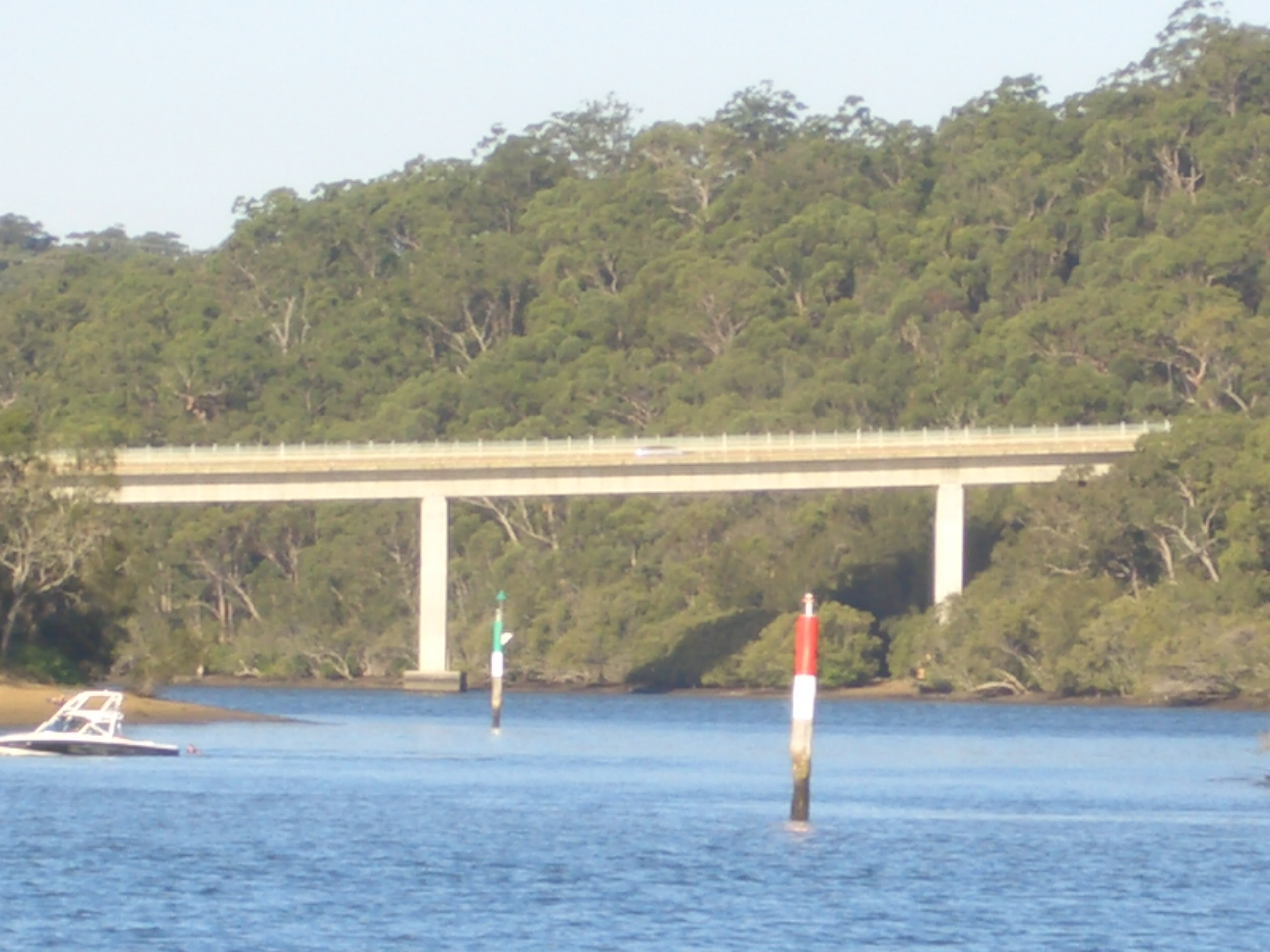
Alfords Point.

Alfords Point este o suburbie în Sydney, Australia.